# Silnik Tesli
Trwa dyskusja nad usunięciem tego artykułu, kliknij i weź w niej udział.
Silnik Tesli – turbinowy spalinowy silnik pulsacyjny o kanałach zaworowych bez części ruchomych.
Wynaleziony i po raz pierwszy skonstruowany przez Nikolę Teslę, opatentowany w USA w 1913 r. pod numerem US1061206. W skład silnika wchodzi turbina Tesli oraz komora spalania wyposażona w kanał zaworowy. Silnik może być zasilany szeroką gamą paliw, np.: benzyną, naftą, olejem napędowym, gazem ziemnym i propanem-butanem.